# 所さんのおバカで行こう
『所さんのおバカで行こう』（ところさんのおばかでいこう）は、1995年4月5日（4日深夜）から同年9月27日（26日深夜）までTBSで放送された深夜番組。

## 概要
所さんのワーワーブーブーの後継番組で、制作はこれまで同様IVSテレビ制作である。

## 放送局
- TBS（制作局）：水曜 0:40 - 1:10（火曜深夜）[注釈 1][4]
- 北海道放送：木曜 0:30 - 1:00（水曜深夜、1995年4月13日[注釈 2] - 10月5日）[5]

## 出演者
- 所ジョージ（司会）
- 片平夏貴

## 放送内容
毎回テーマを決めて放送する。オールロケである点など番組の構成はほぼこれまでどおりだが、テーマはこれまでの車中心から音楽や遊びなど趣味全般に広げている。
テーマに関する豆知識をアシスタントが解説するコーナーが設けられた。フランクな番組の雰囲気とは異質なキャスター然としたアシスタントを、所は気づかいながら対応していた。
番組タイトルの「おバカ」にちなんで、クレジットタイトルが　例）プロデューサー→えらいひと　などとひらがな表記されていた。
初回ゲストは高田文夫だった。

## エピソード
ゲストが明石家さんまの回に、所がさんまにプリムス・バラクーダをコーディネートしたいきさつが語られている。